# Amy-Eloise Markovc
Amy-Eloise Markovc (nacida Amy-Eloise Neale, Stockport, 5 de agosto de 1995) es una deportista británica que compite en atletismo, especialista en las carreras de mediofondo. Ganó una medalla de oro en el Campeonato Europeo de Atletismo en Pista Cubierta de 2021, en la prueba de 3000 m.

## Palmarés internacional
| Campeonato Europeo en Pista Cubierta | Campeonato Europeo en Pista Cubierta | Campeonato Europeo en Pista Cubierta | Campeonato Europeo en Pista Cubierta |
| Año                                  | Lugar                                | Medalla                              | Prueba                               |
| ------------------------------------ | ------------------------------------ | ------------------------------------ | ------------------------------------ |
| 2021                                 | Toruń (Polonia)                      | Medalla de oro                       | 3000 m                               |